# Cinglera de la Baga del Salamó

La Cinglera de la Baga del Salamó, respecte del terme de Granera

La Cinglera de la Baga del Salamó és una cinglera del terme municipal de Granera, de la comarca del Moianès.
Està situada al sud de la zona central-oriental del terme municipal de Granera, a la Baga del Salamó, al costat de llevant i sota mateix de la masia del Salamó, al damunt i a l'esquerra del torrent de la Font del Salamó. És al sud del Collet del Salamó i al nord de la Cinglera del Salamó.